# Pyrgonota bifurca
Pyrgonota bifurca är en insektsart som beskrevs av Carl Stål 1870. Pyrgonota bifurca ingår i släktet Pyrgonota och familjen hornstritar. Inga underarter finns listade i Catalogue of Life.